# Indonesische Arbeiderspartij
De Indonesische Arbeiderspartij (Indonesisch: Partai Buruh Indonesia, afgekort PBI) was een politieke partij in Indonesië tijdens de Indonesische Onafhankelijkheidsoorlog.
Op 15 september 1945 werd het "Indonesisch Arbeidersfront" (Barisan Buruh Indonesia, BBI) opgericht als een nationale vakbond. Twee maanden later, op 9 november 1945, werd besloten de BBI om te vormen tot een politieke partij: PBI. In 1946 werd Setyadjit Soegondo partijleider. Later dat jaar werd de "Linkervleugel"-coalitie (Sayap Kiri) opgericht in samenwerking met onder andere de Socialistische Partij en de Communistische Partij van Indonesië. In 1947-1948 was Setyadjit Soegondo namens de PBI vicepremier in de kabinetten Amir Sjarifoeddin I en II. In 1948 gingen de "Linkervleugel"-partijen verder als het Volksdemocratiefront (FDR), dat betrokken was bij de zogenoemde Madioen-opstand in Madiun, die eindigde met de gevangenschap en executie van FDR-leiders waaronder Setyadjit Soegondo. De Socialitische Partij werd hierop opgeheven en de PBI ging op in de PKI.
Leden van de PBI die het oneens waren met de aansluiting bij de PKI richtten in 1949 de nieuwe Arbeiderspartij op.